# 民族足球俱乐部
國民足球會（Club Nacional de Football），香港譯作以別於其他以為名的球隊，中国大陆一般称。是位於烏拉圭蒙得维的亚一間傳統的體育會，成立於1899年5月14日，由乌拉圭竞技俱乐部（Uruguay Athletic Club）及蒙得维的亚足球俱乐部（Montevideo Football Club）合併而成，以其足球隊著稱，現時在烏拉圭甲組聯賽比賽。  
國民隊參與多項不同的運動項目，但足球是最重要的項目，獲得世界各地承認其崇高的地位。國民隊是世上贏得最多國際錦標的足球俱乐部：共達21項，國際錦標的定義為最少由兩國舉辦、洲際錦標賽或國際足協主辦的錦標賽。國民隊曾奪得三屆豐田盃而成為公認的世界冠軍。
國民隊是全拉丁美洲第一个完全由本土居民组建的俱乐部。

## 綜述

### 主場球場
國民隊大部的本土比賽在其建於1900年可容20,000名觀眾的中央公园球场（Estadio Gran Parque Central）中舉行，但在過往廿年已不常使用，國民隊與沒有主場球場的彭拿路（Peñarol）共用國家運動場—百年纪念球场（Estadio Centenario）。
自2005年開始，國民隊再次在重建後（於2007年完工）容量增至34,000人的中央公园球场進行主場比賽，但重要比賽及仍然採用百年纪念球场作賽。
有兩大原因令國民隊的中央公园球场聲譽卓著：
1. 1930年在烏拉圭舉行的第一屆世界盃在這裡進行第一場比賽，D組的美國以3-0擊敗比利時；
2. 1811年烏拉圭獨立之父何塞·阿蒂加斯（José Artigas）在球場舊址被命名為烏拉圭人民領袖（Jefe de los Orientales）。

### 球衣
國民隊的主場球衣為白衫藍褲藍襪（雖然有時亦會穿著全白的衫褲襪），而作客球衣是紅衫藍或白褲和襪，第三套球衣是藍衫藍褲白襪。國民隊球衣的顏色源自烏拉圭民族英雄阿蒂加斯的旗幟，所以國民隊亦被稱為「三色隊」。

### 綽號
國民隊常被稱為「三色隊」（tricolores）或「口袋」（bolsilludos，或簡稱），是西班牙語口袋的意思，由於國民隊曾穿著胸前有口袋的球衣比賽。白軍（La blanca）比較沒有那麼常用。

## 球會榮譽

### 正式本土錦標（124項）
烏拉圭足球甲級聯賽冠軍（49次）
業餘年代
1902年、1903年、1912年、1915年、1916年、1917年、1919年、1920年、1922年、1923年、
1924年； 
職業年代
1933年、1934年、1939年、1940年、1941年、1942年、1943年、1946年、1947年、1950年、
1952年、1955年、1956年、1957年、1963年、1966年、1969年、1970年、1971年、1972年、
1977年、1980年、1983年、1992年、1998年、2000年、2001年、2002年、2005年、2005/2006年、2008/2009年、2010/2011年、2011/2012年（總冠軍）、2014/15年、2016年、2019年、2020年、2022年；

其他本土錦標賽榮譽

- 烏拉圭超級盃（Supercopa Uruguaya）（2次）：2019年、2021年
- 中級錦標賽（Copa Competencia）（4次）：2017年、2019年、2020年、2022年
- 競賽盃（Copa Competencia）（8次）：1903年、1912年、1913年、1914年、1915年、1919年、1921年、1923年；
- 榮譽盃（7次）：1905年、1906年、1913年、1914年、1915年、1916年、1917年；
- 榮譽錦標賽（Torneo de Honor）（17次）：1935年、1938年、1939年、1940年、1941年、1942年、1943年、1946年、1948年、1955年、1957年、1958年、1959年 (並列)、1960年 (並列)、1961年、1962年 (並列)、1963年；
- 競賽錦標賽（Torneo Competencia）（13次）：1934年、1942年 (並列)、1945年、1948年、1952年、1958年、1959年、1961年、1962年、1963年、1964年 (並列)、1967 年 (並列)、1989年；
- 四角錦標賽（Torneo Cuadrangular）（7次）：1952年、1954年、1956年、1958年、1961年、1964年、1967年；
- 揭幕錦標賽（Torneo Apertura）（10次）：1997年、1998年、1999年、2000年、2002年、2003年、2004年、2008年、2009年、2011年；
- 閉幕錦標賽（Torneo Clausura）（6次）：1995年、1996年、1998年、2001年、2006年、2011年；
- Liguilla（8次）：1982年、1990年、1992年、1993年、1996年、1999年、2007年、2008年；
- Liga Mayor（3次）：1975年、1976年、1977年；
- 阿蒂加斯將軍國家錦標賽（Campeonato Nacional General Artigas）（2次）：1961年、1962年；
- Torneo Fermín Garicoits（1次）：1965年；
- 蒙特維多市錦標賽（Torneo Ciudad de Montevideo）（1次）：1973年；
- Torneo 50º Aniversario de Colombes（1次）：1974年；
- Torneo Campeones Olímpicos（1次）：1974年；
- 百年紀念球場錦標賽（Campeonato Estadio Centenario）（1次）：1983年；

### 正式國際錦標（21項）
- 解放者盃（Copa Libertadores de América）冠军（3次）： 1971年、1980年、1988年；
- 丰田盃（Intercontinental Cup）冠军（3次）： 1971年、1980年、1988年；
- 美洲洲际杯（Copa Interamericana）冠军（2次）： 1972年、1989年；
- 南美优胜者杯（Recopa Sudamericana）冠军（1次）： 1989年；
- 河床錦標賽（Copa Río de la Plata）（6次）： 1916年、1919年、1920年、1940年、1942年、1946年；
- （Copa de Honor Cousenier）（4次）： 1905年、1915年、1916年、1917年；
- （Cup Tie Competition）（2次）： 1913年、1915年；

## 其他運動項目

### 籃球
國民隊自1932年已參加由烏拉圭籃球協會（Federación Uruguaya de Basketball，簡稱FUBB）主辦的聯賽，贏得1935年及1937年的冠軍。現時在大都會錦標賽（Torneo Metropolitano，烏拉圭籃球乙組聯賽）中作賽。

### 自行車
國民隊自烏拉圭自行車協會（Federación Ciclista del Uruguay）成立後即參加其舉辦的錦標賽，分別以隊際或個人名義贏得重要的比賽：環烏拉圭錦標賽（Vuelta Ciclista del Uruguay）及環美錦標賽（Rutas de América）。現時的國民自行車隊擁有悉尼奧運會自行車男子积分赛銀牌得主米尔顿·维南茨（Milton Wynants）。

### 網球
國民隊的中央公园球场看台後有多個網球場，在烏拉圭舉行的網球錦標賽常常在這裡進行。2005年烏拉圭網球隊主場出戰台維斯盃美洲區第二組的比賽亦選擇在這裡比賽。

### 排球
國民隊在中央公园球场附設的體育館內設有排球場，國民隊在此進行所有由烏拉圭排球協會（Federación Uruguaya de Vóleibol）主辦各級別的主場比賽。

### 女子足球
國民隊的女子足球隊現在已沒有參賽，但當烏拉圭足總在1996年成立女子足球聯賽時，國民隊曾派隊參加，並奪得多次冠軍，主要對手是拉姆普拉青年（Rampla Juniors）的女子隊，球隊亦參加不同的南美洲錦標賽。

### 五人足球
國民隊的五人足球隊是國內的勁旅，參加由烏拉圭足總主辦的錦標賽，並曾多次奪得冠軍。於2003年更獲得南美洲五人足球盃（Copa Libertadores de América de Futsal）的冠軍。

## 外部連結

阿蒂加斯旗幟

- Club Nacional de Football official page （页面存档备份，存于）